# 김진석 (언론인)
김진석(1958년 ~ )은 대한민국의 언론인이다.

## 학력
- 서울대학교 영어영문학과 학사
- 한양대학교 언론정보대학원 언론학 석사

## 경력
- 1985년 4월  KBS 입사
- 1997년 7월 KBS 워싱턴 특파원
- 2000년 7월 KBS 정치부 차장
- 2004년 7월 KBS 보도본부 1TV뉴스제작팀장
- 2005년 12월 KBS 보도본부 정치외교팀장
- 2007년 9월 KBS광주방송총국 총국장
- 2010년 1월 KBS 보도본부 선거방송프로젝트팀장
- 2011년 1월 KBS 보도본부 해설위원실장
- 2012년 8월 ~ 2012년 12월 KBS 대선후보진실검증단장
- 2013년 1월 KBS 인재개발원 국장
- 2018년 5월 KBS 비즈니스 사장
- 전남대학교 초빙교수
- 2021년 10월 ~ 2023년 8월 방송통신심의위원회 사무총장

## TV 방송
- 2014년 KBS1 《일요진단》(2014년 6월 29일 ~ 2017년 8월 27일)